# Willem van Enckevoirt
Willem van Enckevoirt (ur. w 1464 w Utrechcie, zm. 19 lipca 1534 w Rzymie) – niderlandzki kardynał.

## Życiorys
Urodził się w 1464 roku w Utrechcie, choć jego rodzina pochodziła z Maastricht. Studiował na La Sapienzy, gdzie uzyskał licencjat z prawa kanonicznego i cywilnego. Po przyjęciu święceń kapłańskich był wikariuszem w Schijndel, a także kanonikiem kapituły katedralnej m.in. w Antwerpii i dziekanem w Bar-le-Duc. W 1500 roku wstąpił do Kurii Rzymskiej i sześć lat później został protonotariuszem apostolskim. W 1514 został palatynem, a osiem lat później – datariuszem apostolskim. 11 marca 1523 roku został wybrany biskupem Tortosy. 10 września tego samego roku został kreowany kardynałem prezbiterem i otrzymał kościół tytularny Ss. Ioannis et Pauli. Podczas sacco di Roma zapłacił 40 tysięcy skudów, by uchronić swoją posiadłość przed zniszczeniem. W latach 1529–1530 pełnił rolę kamerlinga Kolegium Kardynałów. W 1529 roku został biskupem Utrechtu, jednak ze względu na wiek, kardynał nigdy nie odwiedził swojej diecezji i zarządzał nią przez administratora Jacques’a Uteninga. 24 lutego 1530 roku wziął udział w koronacji Karola V w Bolonii. Zmarł 19 lipca 1534 roku w Rzymie.